# Emil Rasmus Jensen

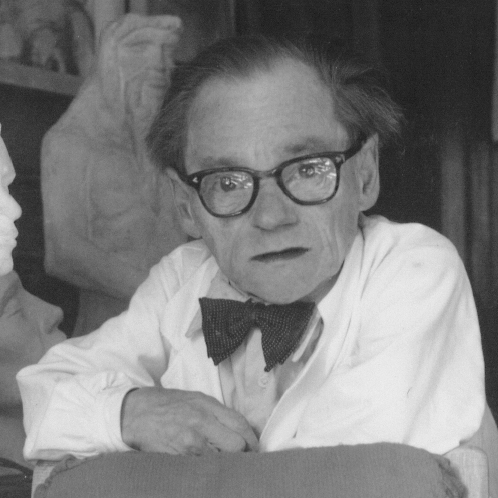
Emil Rasmus Jensen, Starnberg um 1960

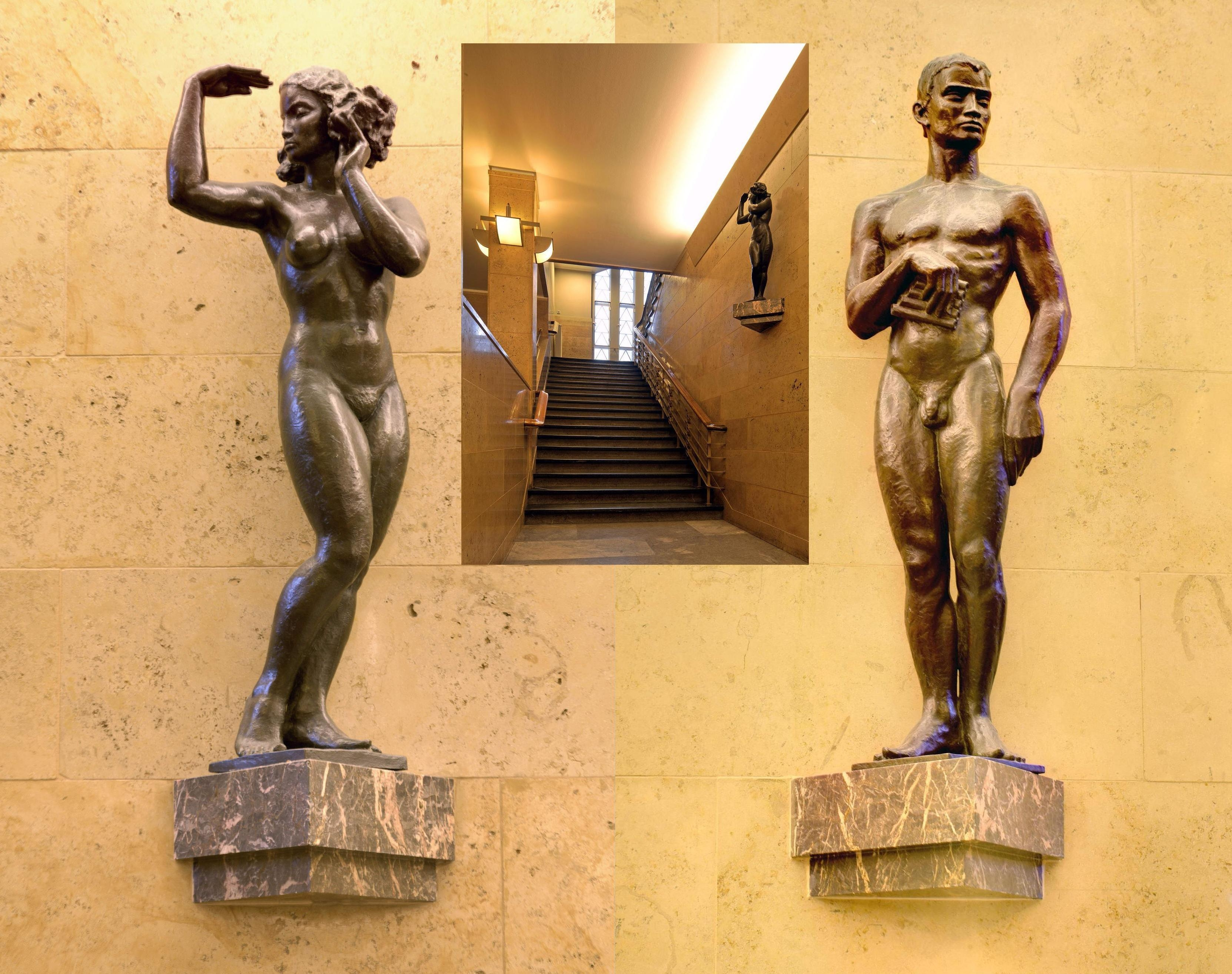
Nymphe und Flötenspieler, Bronze, Deutsches Haus Flensburg (1930)

Emil Rasmus Jensen (* 18. Juli 1888 in Tondern; † 22. Dezember 1967 in Starnberg) war ein deutscher Bildhauer. Er gilt als Vertreter der modernen Bildhauerei Schleswig-Holsteins.

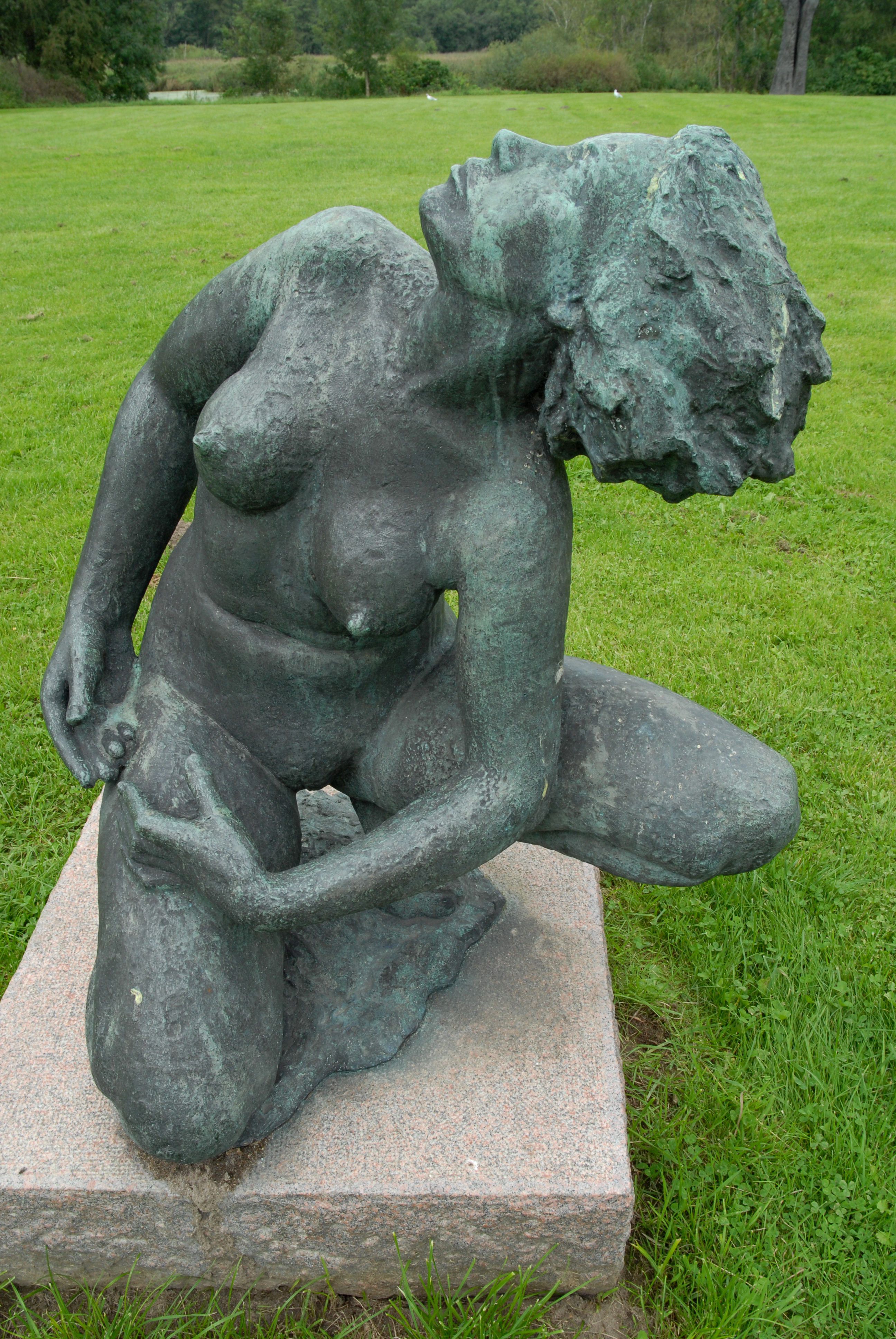
Bronzeplastik Erscheinung, 1931

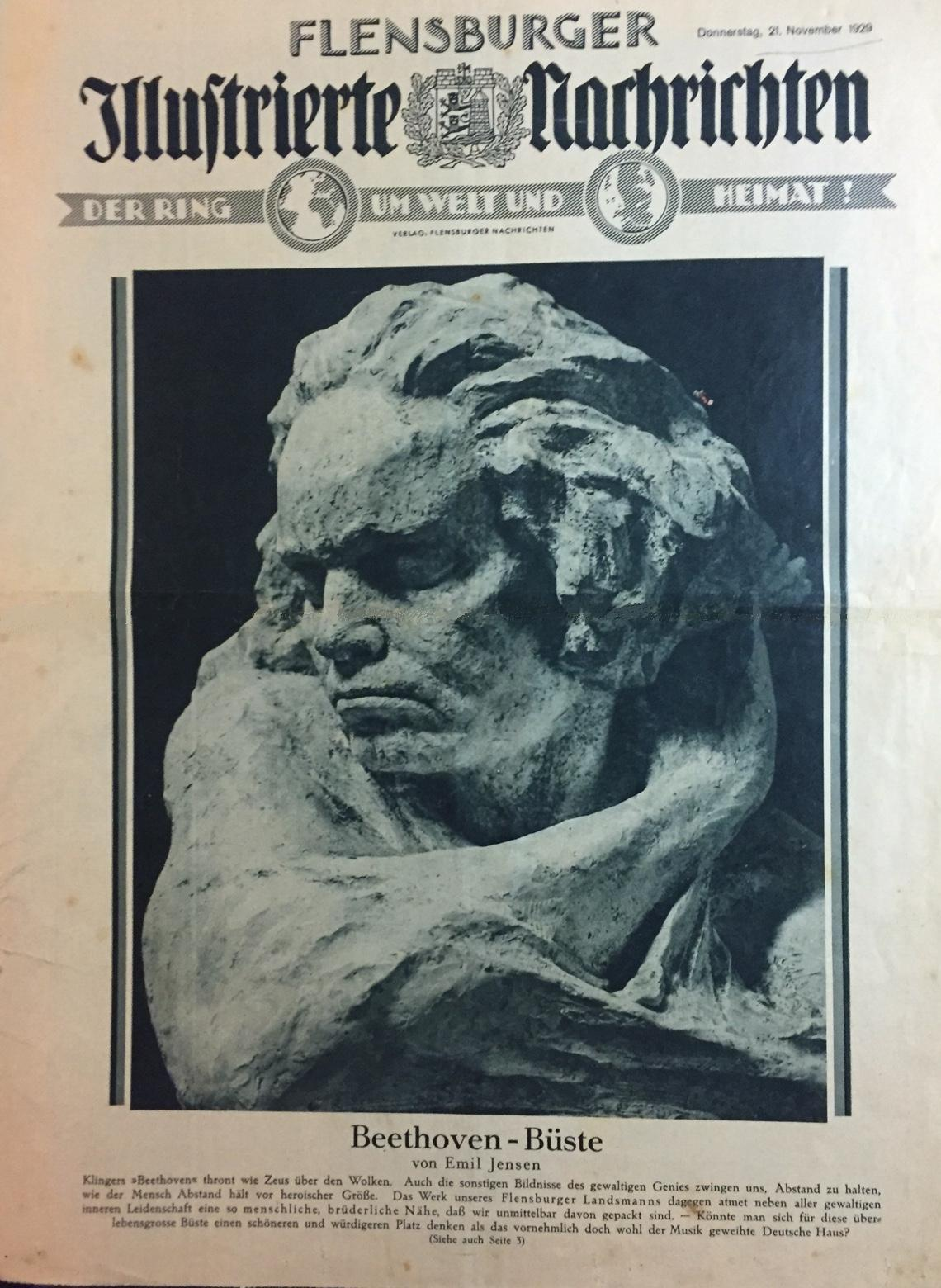
Die Beethoven Büste von Emil Rasmus Jensen, Gips, erschien formatfüllend auf der Titelseite 'Flensburger Illustrierte Nachrichten' vom 21. November 1929

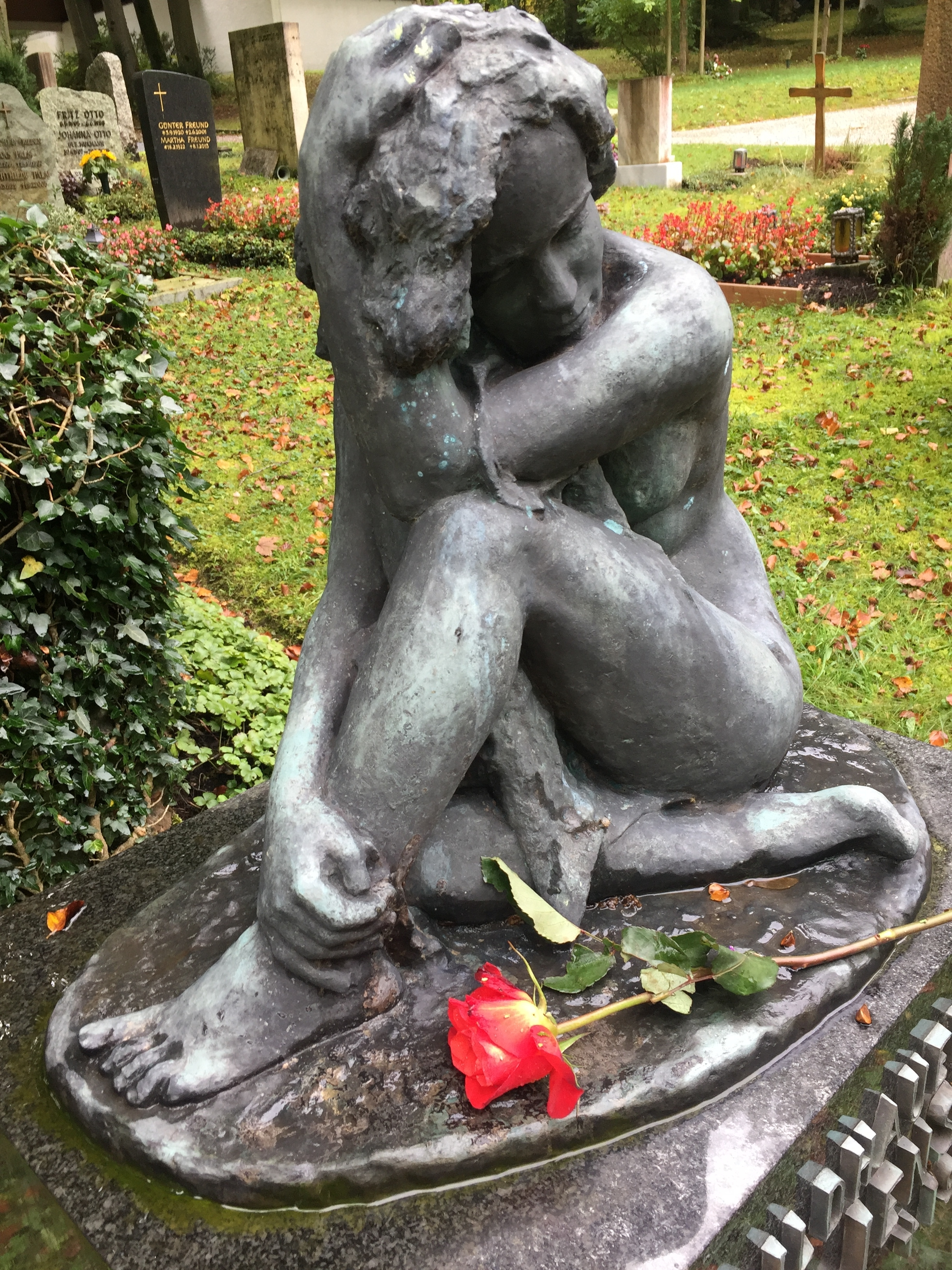
Die Skulptur 'Sinnende', Bronze, des Bildhauers und Villa Massimo-Preisträgers (1930) Emil Rasmus Jensen (1888–1967) entstand um 1935 in seinem Atelier im Ohlendorff-Haus in Hamburg, überlebte den Bombenangriff 1943 und ziert heute das Grab des Künstlers auf dem Waldfriedhof in Starnberg.

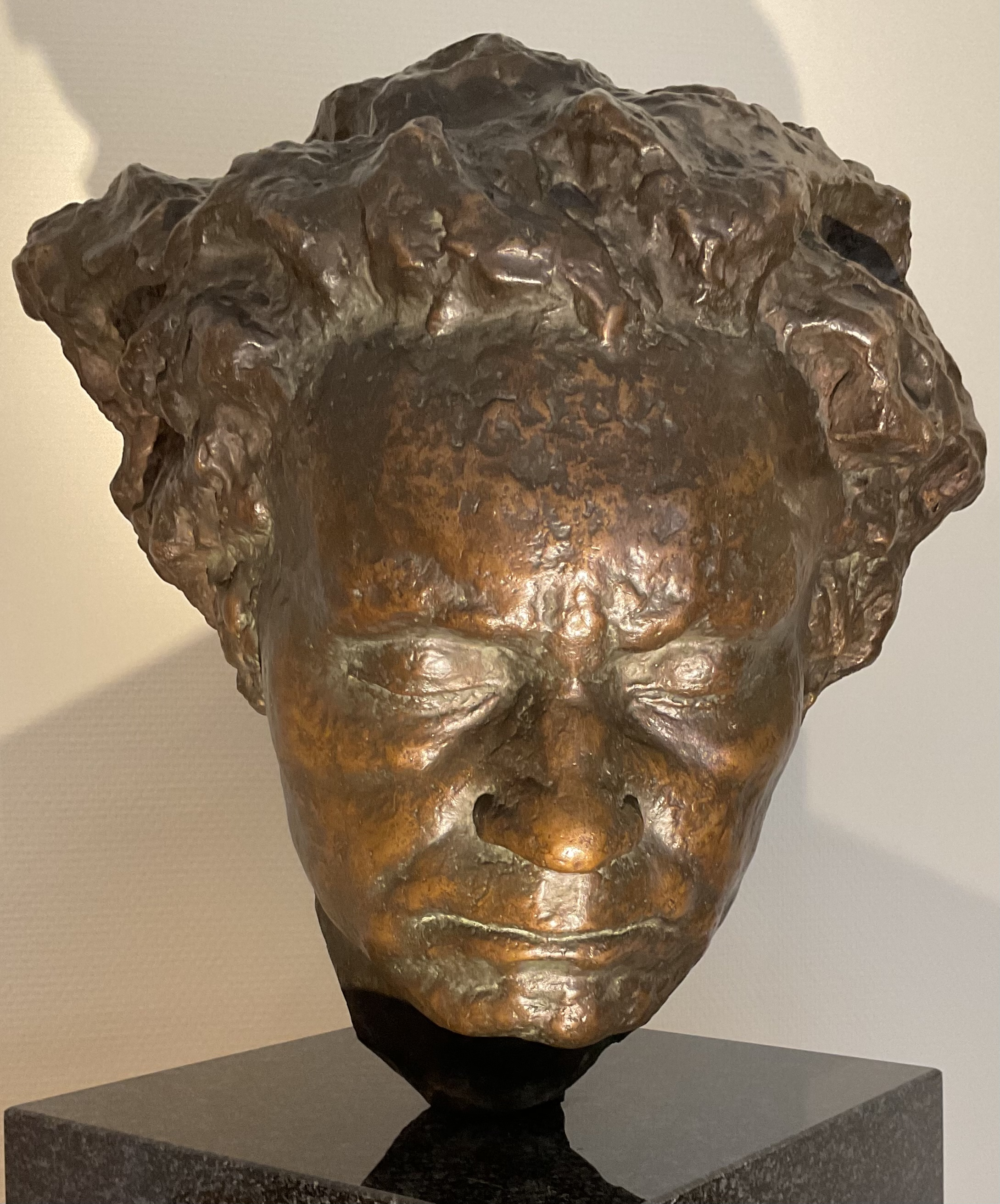
Diese überlebensgroße Beethoven Skulptur von Emil Rasmus Jensen (1888–1967) wurde aus dem durch einen Bombenangriff im Jahre 1943 zerstörten Atelier des Künstlers im Ohlendorff-Haus in Hamburg gerettet.

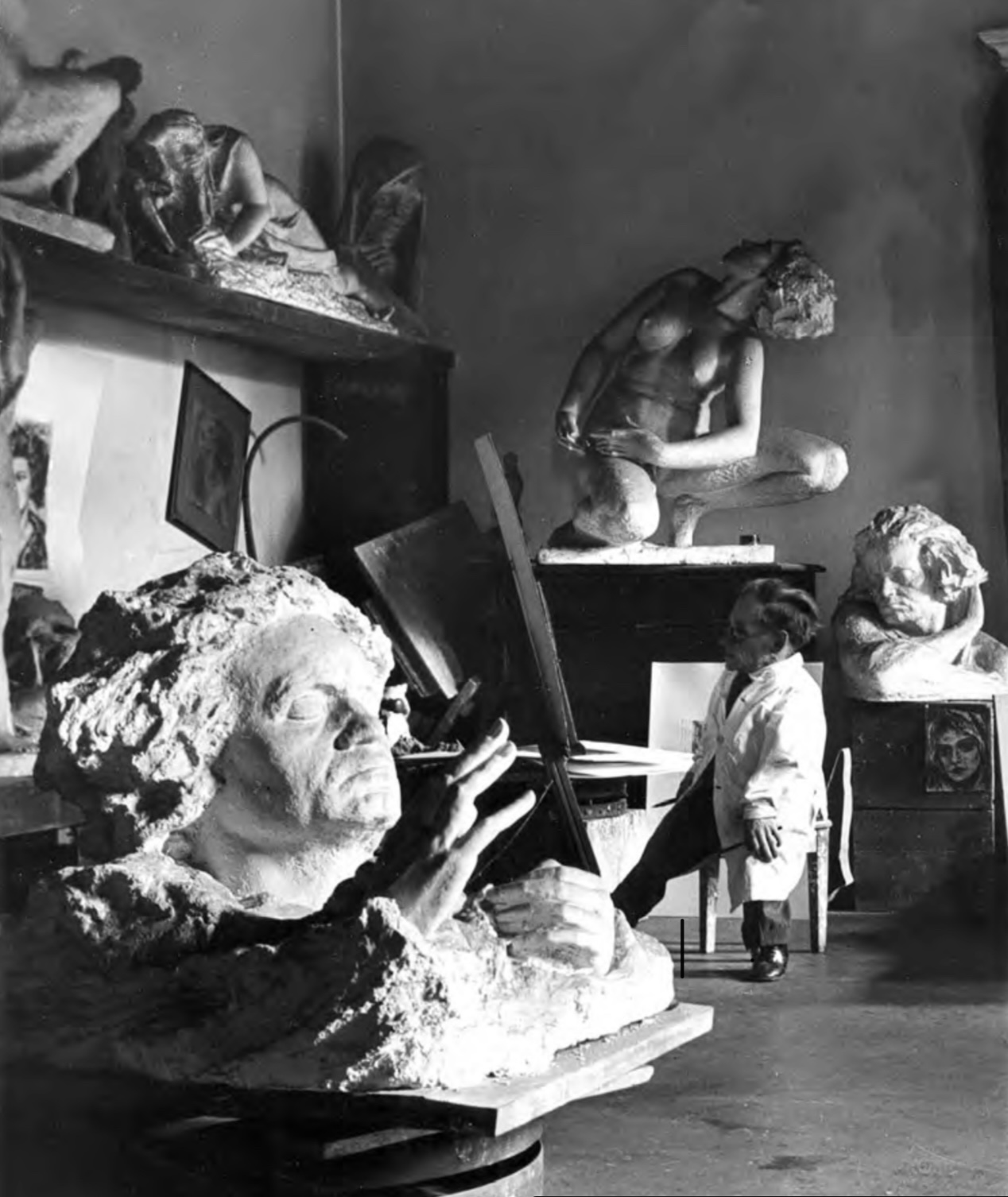
Der Bildhauer Emil Rasmus Jensen (1888–1967) bei der Arbeit in seinem Atelier im Ohlendorff-Haus in Hamburg, das bei einem Bombenangriff 1943 zerstört wurde (Operation Gomorrha). Im Vordergrund ist die Skulptur 'Neunte Symphonie', Gips, und im Hintergrund die Beethoven Büste, Gips, zu sehen.

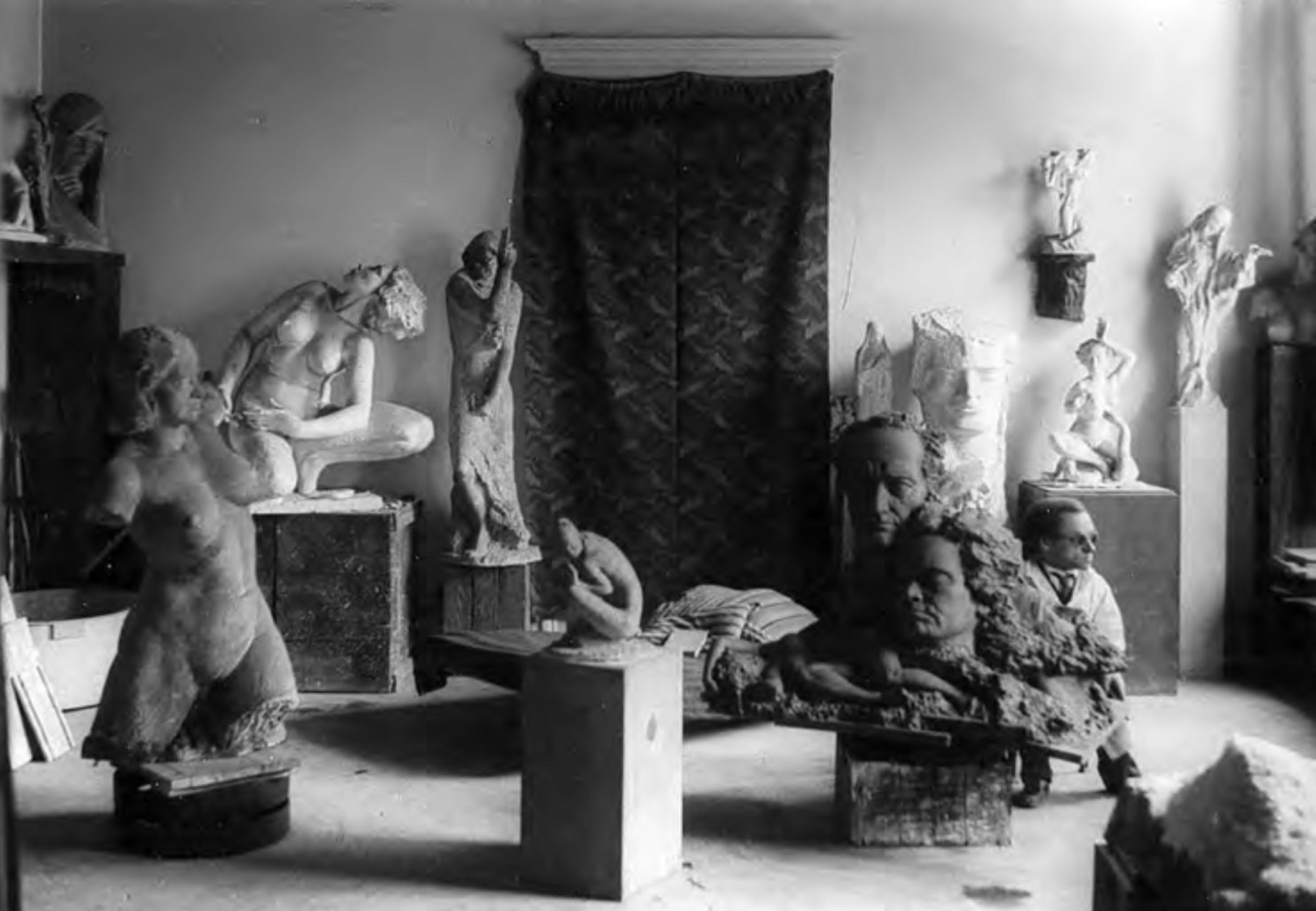
Der Bildhauer Emil Rasmus Jensen (1888–1967) in seinem Atelier im Ohlendorff-Haus in Hamburg. Der Künstler steht hinter der Skulptur 'Die Quelle', Ton, die Goethe, Beethoven und Michelangelo über einem liegenden weiblichen Akt zeigt.

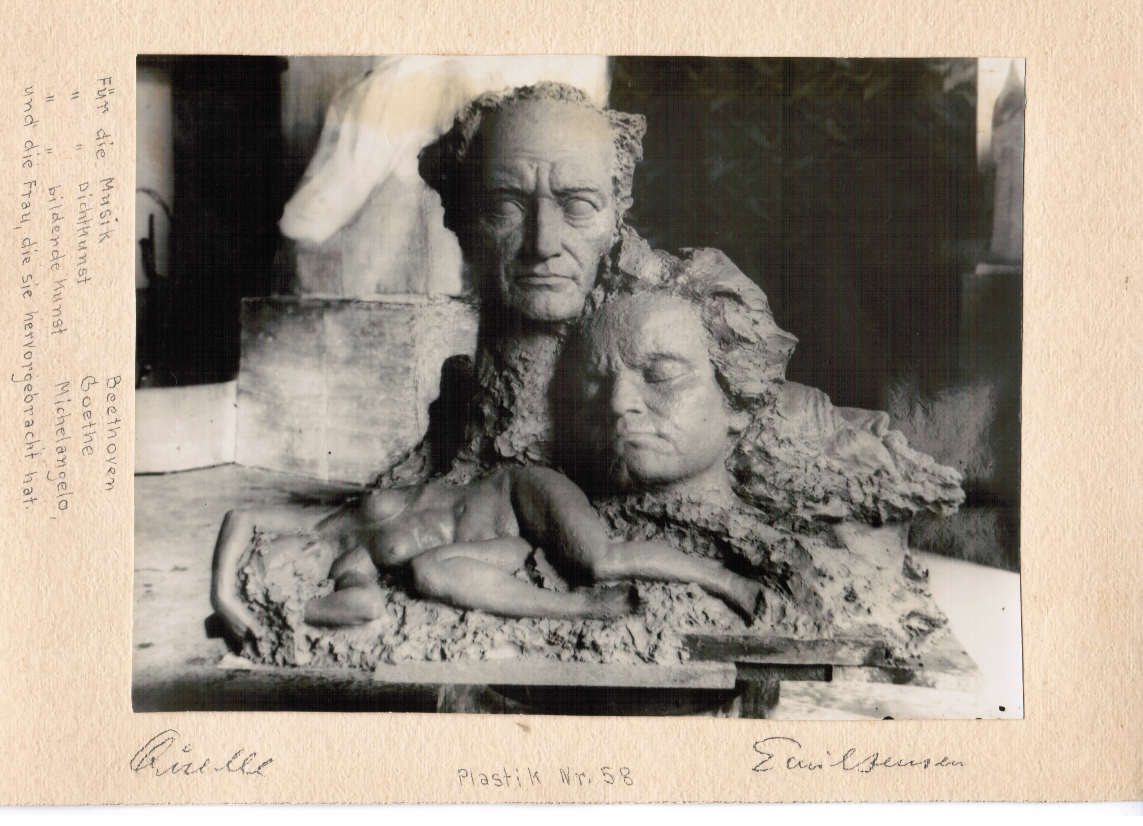
Die Skulptur 'Die Quelle', Ton, des Bildhauers Emil Rasmus Jensen (1888–1967) zeigt Goethe, Beethoven und Michelangelo über einem liegenden weiblichen Akt.

## Leben
Jensens Leben war seit früher Kindheit durch eine rachitische Erkrankung stark beeinträchtigt. Sein körperliches Wachstum kam bald zum Erliegen, und erst im Alter von etwa zwanzig Jahren gelang es ihm, das Laufen zu erlernen. Eine reguläre Schule konnte er nicht besuchen, so dass er durch einen Hauslehrer unterrichtet werden musste, doch bemühte sich die Familie, ihm sein Schicksal so weit wie möglich zu erleichtern.
Schon in seiner Jugend zeigte sich ein ausgeprägtes künstlerisches Talent, das er durch selbstgestellte Aufgaben entwickelte. Da seine große Begabung erkannt wurde, konnte er im Jahre 1914 eine Ausbildung an der Kunstgewerblichen Fachschule Flensburg (heute: Berufsfachschule Holzbildhauerei Flensburg) beginnen, wo ihn der Bildhauer Heinz Weddig vorwiegend in der Holzschnitzkunst unterwies. 1922 wechselte er zum Studium an die Kunstgewerbeschule am Lerchenfeld in Hamburg. Hier war sein Lehrer Johann Michael Bossard für Jensen bestimmend.
Ab Ende der zwanziger Jahre erhielt Jensen Aufträge für verschiedene öffentlich aufgestellte Skulpturen, so für das Hamburger Rathaus und das Deutsche Haus in Flensburg, zu dessen Eröffnung 1930 er die allegorischen Bronzeskulpturen Nymphe und Faun schuf. Ein Stipendium für einen Aufenthalt an der Villa Massimo in Rom wurde ihm im Jahr 1930 durch die Preußische Akademie der Künste verliehen. 1931 wurde Jensen der Bezug eines Ateliers im Ohlendorffhaus in Hamburg ermöglicht. Im gleichen Jahr wurden seine Werke im Kopenhagener Schloss Charlottenborg ausgestellt.
Bei der Zerstörung seines Ateliers durch Bombenangriffe im Jahr 1943 verlor Jensen auch zahlreiche seiner Werke. Er zog zu seiner Schwester nach Bayrischzell und übersiedelte später nach Starnberg.
Jensen hat die stilistischen Strömungen der Bildhauerei seiner Zeit aufgenommen und zu einem vielseitigen Werk verarbeitet, das sich „formal zwischen Expressivität und Eleganz, inhaltlich zwischen Monumentalität und Intimität“ (Chr. Rathke) bewegt. Eine abschließende Beurteilung wurde zunächst noch als schwierig angesehen, da Jensens gelungenste Plastiken aus der Zeit um 1930 weitgehend verloren schienen. Glücklicherweise sind inzwischen eine Reihe von zentralen Werken des Künstlers auf dem Kunstmarkt wiederentdeckt worden.

## Zum Werk des Bildhauers Emil Jensen
Trotz seines früh erkannten Talents wurde der 1888 in Tondern geborene Bildhauer Emil Rasmus Jensen kaum über Schleswig-Holstein und Hamburg hinaus bekannt. Das lag sicherlich auch an seiner körperlichen Beeinträchtigung. So viel lässt sich aber sagen: Emil Rasmus Jensen schuf ein beeindruckendes Werk.

### Zur Geschichte der Bildhauerei in Norddeutschland
Über der seit der zweiten Hälfte des 20. Jahrhunderts lebendigen norddeutschen Bildhauerei wird gern vergessen, dass diese Kunst seit ihrer Blüte während der Spätgotik und der Dürerzeit für mehrere Jahrhunderte stagnierte. Sie gelangte in Renaissance und Barock kaum über eine handwerkliche Qualität hinaus. Für bedeutendere Aufgaben mussten auswärtige Künstler gewonnen werden, im 19. Jahrhundert etwa niederländische für den Gottorfer Hof. Als mit Bertel Thorvaldsen die nordeuropäische Bildhauerei um 1800 wieder an Bedeutung gewann, blieb ihre Wirksamkeit weitgehend auf Rom beschränkt. An ihr partizipierten nur Kopenhagen und einige an der dänischen Regierung beteiligte Minister Schleswig-Holsteins.
Im 19. Jahrhundert änderte sich an dieser Situation nur wenig, auch nicht nach 1900, da 1910 die beiden jüngeren, aus Schleswig-Holstein stammenden Talente das Land verließen: den Husumer Adolf Brütt zog es nach seinem Studium in Berlin dorthin, Ernst Barlach wechselte von Wedel nach Güstrow. Die Gründe hierfür lassen sich kaum erhärten, doch steht zu vermuten, dass beide Bildhauer zu Hause kein ihrer Arbeit günstiges Umfeld fanden. Fast gleichzeitig wurde der später für den deutschen Norden wichtig werdende Bernhard Hoetger nach Darmstadt berufen. In Norddeutschland blieb für die Bildhauerei ein Vakuum bestehen. Die für die künstlerische Ausbildung der jungen Generation nach 1900 Verantwortlichen konnten mithin kaum fähige Lehrer aus Hamburg oder Schleswig-Holstein gewinnen; sie mussten sich, wenn sie regional und überregional etwas bewirken wollten, anderswo umschauen. So kam es 1907 zur Berufung des Schweizers Johann Michael Bossard und des Wieners Richard Luksch an die Hamburger Kunstgewerbe-Schule. Aus den Klassen beider Bildhauer kamen jüngere, zukünftige Talente, aus der Luksch-Klasse etwa Hans Martin Ruwoldt, aus der Klasse Bossard u. a. Emil Jensen und Karl Hartung. Seit den 1920er und 1930er Jahren prägten aus diesen Klassen kommende Künstler die norddeutsche Bildhauerei, vor allem in Hamburg sowie, durch Hoetger bestimmt, in Bremen.

### Die Wiederbelebung der Norddeutschen Bildhauerei
Zu den wenigen jungen Bildhauern, die nach dem Ersten Weltkrieg die norddeutsche Bildhauerei wieder belebten, gehörte der 1888 im damals deutschen Tondern geborene Emil Jensen, dessen Beitrag zu ihr es wieder zu entdecken und würdigen gilt. Er war in seinem Metier vor seinem Studium in der Flensburger kunstgewerblichen Fachschule durch den Bildhauer Heinz Weddig im Holzschnitzen ausgebildet worden. 1922 wurde er dank seines sich beweisenden Talents in die Bossard-Klasse der Hamburger Kunstschule aufgenommen; es lag danach für ihn nahe, in Hamburg ein Atelier zu beziehen, das er bis zu dessen Kriegszerstörung im Jahr 1943 besaß.
Sein Lebenswerk steht den etwas älteren Zeitgenossen nahe: Georg Kolbe (1877–1947), Karl Albiker (1878–1961) und Richard Scheibe (1879–1964), doch bestimmen einige seiner Figuren auch dramatisch und thematisch ausgerichtete Motivationen. Dass Jensen trotz seiner früh erkannten Begabung kaum über Schleswig-Holstein und Hamburg hinaus bekannt wurde, war ohne Zweifel auch durch sein körperliches Schicksal bestimmt; als Folge einer schweren rachitischen Erkrankung blieb er so kleinwüchsig, dass man ihn auf den Atelier-Photographien kaum zwischen seinen Arbeiten entdecken kann.
Diese Arbeiten – und auch seine Aktmodelle – erscheinen neben ihm riesig und als noch überragender als etwa die kaiserlichen Würdenträger Berlins neben Adolph Menzel oder die Soubretten des Montmartre neben Henri de Toulouse-Lautrec. Er war so behindert, dass er erst mit zwanzig Jahren zu gehen vermochte. Wie konnte er lebensgroße Figuren modellieren, deren Sockel nur wenig höher waren als er selbst? Es gehörten viel Mut und Selbstvertrauen dazu, unter solchen den Umgang mit größeren Bildwerken ungemein belastenden Konditionen Bildhauer zu werden.

### Emil Jensen findet seine Form
Während der Studienjahre bei Bossard hätte Jensen in Hamburg außerhalb der Schule stimulierende Anregungen gewinnen können, vor allem durch die Ausstellungen und Erwerbungen des Museums für Kunst und Gewerbe von Arbeiten Moissey Kogans, Gustav Heinrich Wolffs und Richard Haizmanns. Doch scheinen ihn diese Zeitgenossen – von Kogan abgesehen? – kaum interessiert zu haben; seine Auffassung von Bildhauerei stand derjenigen Georg Kolbes näher, wie bereits aus seinen frühen Arbeiten erkennbar wird, etwa den Bronzefiguren von Nymphe und Faun von 1930 für das in diesem Jahr eröffnete Deutsche Haus in Flensburg.
Vor seinem Studium war Jensen Experimenten gegenüber durchaus aufgeschlossen, wie seine kubistisch geschnittene Holzstatuette ‚Berggeist’ von 1917 verrät. Während des Studiums zeigte sich – ähnlich in Ruwoldts Frühwerk – an einer Porzellanstatuette der Einfluss des Jugendstils. Andere Entwürfe, vorwiegend von Gewandfiguren, geben eine Auseinandersetzung mit Ernst Barlachs dramatischen Gestalten zu erkennen. Jedoch wurde Jensen offenbar – vielleicht unter Bossards Einfluss – bewusst, dass ihm eine dem Klassischen folgende Form der Bildhauerei gemäßer war. Dass er dafür Anerkennung fand, erscheint aus heutiger Sicht als nicht selbstverständlich, doch hielt sich die von Richtungs-Vorgaben freie preußische Akademie der Künste nicht an einengende Konditionen, als sie Jensen 1930 mit einem Stipendium für die Villa Massimo in Rom Mut machte.
Mut machen konnte ihm im Jahr darauf auch eine Ausstellung seiner Arbeiten im Kopenhagener Schloss Charlottenborg, die möglicherweise stattfand, weil Jensen aus dem inzwischen zu Dänemark gehörenden Tondern stammte.
Vielleicht war es der konservative Charakter seiner Bildhauerei, die ihm das Wohlwollen des Hamburger Kunsthallendirektors Gustav Pauli verschaffte, der dafür sorgte, dass er 1932 ein adäquates Atelier in dem von der Stadt Hamburg zur Verfügung gestellten Ohlendorff-Palais beziehen konnte. Hier war er der Nachbar von Ruwoldt, Nesch, Karl Kluth und anderen Künstlern der ‚Hamburger Sezession’. Jensen gehörte in dieser Zeit zwar zur Hamburger Kunstszene, behielt aber durch seine Familie Kontakt zu Schleswig-Holstein.

### Die Zerstörung des Hamburger Ateliers
Emil Jensens konservativer Stil, der bereits in den 1920er Jahren ausgeprägt war, eckte nach 1933 nicht an; anders als manche Zeitgenossen verwahrte er sich jedoch offenbar vor Anbiederungen an ‚völkische’ oder ‚wehrhafte’ Themen der rassistischen NS-Ideologie, der zufolge er wegen seiner kleinen Körpergröße ohnehin keine Übermenschen darzustellen imstande war; seine körperliche Behinderung schützte ihn vor dem Militärdienst.
Zu Beginn der 1930er Jahre konnte sich der gut vierzig Jahre alte Bildhauer sagen, dass er seinem Schicksal mit messbaren Erfolg eine anerkannte Leistung abgetrotzt hatte; es bleibt jedoch schwierig, von seinem vor 1943 entstandenen Lebenswerk ein ausreichend vollständiges Bild zu gewinnen, da dessen größerer Teil im Bombenangriff auf Hamburg zerstört wurde. Zum Glück konnte das Eine oder Andere, das in Privatbesitz gelangt war, nach und nach von der sein Erbe erhaltenden und sichernden Familie erworben werden, doch ist etwas darüber hinaus auch manches wichtigere Werk durch Photographien dokumentiert, so dass seine Lebensleistung sich durchaus beurteilen lässt.

### Zwischen Rodin und den Avantgardisten
Das Urteil über sein Lebenswerk lässt sich nicht nur durch einen Vergleich mit dem seiner Avantgarde-Zeitgenossen (wie Brâncuși, Zadkine, Laurens, Pevsner) begründen, sondern primär durch sein Verhältnis zu einer durch Auguste Rodin, aber nicht nur durch dessen Form geprägten Tradition. Rodin hat, was oft übersehen wird, die figürliche Bildhauerei zur Deutung ihr eher fernen Themen genutzt; zu beobachten ist diese zeichenhaft-symbolistische Komponente seiner Kunst an den ‚Kathedrale’ genannten zusammengelegten Händen oder an manchen Gestalten seines Höllentores.
Die Nachwirkung dieses ikonologisch neuen Verständnisses der Bildhauerei ist nicht nur in Frankreich zu beobachten, sondern Europaweit, in Deutschland bei Kolbe oder Albiker, in England bei Jacob Epstein, in Norwegen bei Gustav Vigeland, in Schweden bei Carl Milles.
Zwar folgt die Form ihrer Bronzen und Skulpturen nicht dem Vorbild Rodins, aber deren Gehalt und Motive greifen dessen Orientierung an symbolistischen Motiven auf, wenn sie nicht sogar – wie bei Barlach – einen literarischen Charakter gewinnen. Von solchen literarischen Attitüden blieb Jensens Werk weitgehend frei, wenngleich unter den Themen seiner Bildwerke Schicksals-Ergebenheit, Trauer, Nachdenklichkeit dominieren, mithin – durch seine physische Einengung begründete und verständliche – emotional geprägte Motive voller Melancholie, Schmerz, Tragik, Verzweiflung. Kennzeichnend sind hierfür etwa seine Figuren ‚Trauer’, Demut’, ‚Schicksal, ‚Einsam’.
Aber es finden sich auch Alternativen zu diesen Schattenseiten des Lebens, etwa in den sich das Schicksal herausfordernden ‚Nornen’, in den von Optimismus gegenüber dem Leben getragenen Figuren und Reliefs mit Müttern und Kindern, oder in mehreren Beethoven – Paraphrasen.
Seine Figuren haben dem Betrachter immer etwas mitzuteilen, durch ihre Körpersprache, Gestik, Haltung, Physiognomie; nie gestatten sie ihm ein für den Gehalt irrelevantes bloßes Wohlgefallen der Form.
In diesem Beharren auf Sinn und Motivation der Bildhauerei spürt man die tägliche Erfahrung des Künstlers, die Erfahrung seiner reduzierten Lebensbedingungen, aber auch das Fortleben einer nicht nur durch Rodin, sondern zugleich in Jugendstil und Symbolismus wurzelnden Tradition, die an der Hamburger Kunstgewerbeschule einige herausragende Repräsentanten besaß. Obwohl er, wie die Holzbildwerke seiner Anfänge zeigen, die Skulptur durchaus beherrschte, hat Jensen später seine bildnerischen Ideen fast ausschließlich in Ton modelliert und großenteils in Bronze gießen lassen. Diese Arbeitsweise konnte er trotz seiner Beeinträchtigung auch im großen Maßstab für sich zur Norm machen.

### Zeichnungen mit malerischer Prägung
Wie manche Bildhauer war auch Jensen ein vorzüglicher Zeichner, dessen Blätter, soweit sich dies nach dem wenigen Bekannten sagen lässt, oft eine malerische, von Entwürfen für Bildwerke freie Prägung besitzen, wie nicht zuletzt seine Illustration vor Augen führen; doch geben manche Blätter natürlich auch Figuren-Ideen oder Figuren-Entwürfe wieder.
Als er nach dem Verlust seines Werks in Bayrischzell auf begrenztem Raum und ohne die notwendigen Ressourcen eines Bildhauerateliers wieder mit der künstlerischen Tätigkeit beginnen konnte, bot ihm dazu das Zeichnen die erste und einzige Möglichkeit.
Zwar war von 1922 bis 1943 Hamburg Jensens Lebensraum, doch behielt er, wie seine Bronzen für das Deutsche Haus in Flensburg belegen, in diesen Jahren eine Verbindung zu Schleswig-Holstein aufrecht. Die Zerstörung des Ateliers beendete diese ihm vertraute Beziehung. Er fand zum Glück eine Bleibe in Bayrischzell, im Haus seiner Schwester, und konnte später in Starnberg ein Atelier beziehen.
In diesen letzten Lebensjahren führte er sein Werk mit ihm vertrauten Ideen fort, fand aber auch mit Tierstatuetten eine neue, bislang wenig gewählte Thematik. Er begnügte sich nicht mit dem Erreichten, auch nicht im Bereich der Form, wie seine um 1965 entstandene ‚Schwangere’ mit ihren abstrahierten Volumina und ihrer matt glänzenden Oberfläche belegt.
Dass Emil Jensen trotz seiner körperlichen Gebrechen ein Alter von fast 80 Jahren erreichte, dürfte seinem Lebenswillen, aber auch seinem ungebrochenen schöpferischem Vermögen zu danken sein. Als er nach der Zerstörung seines Ateliers und einem zehnjährigen Verzicht auf eine neue Arbeitsstätte 1953 in Starnberg wieder zu modellieren begann, war eine der ersten Bronze-Statuetten eine Gruppe mit dem Titel ‚Verwandte Seelen helfen sich’, ein Bekenntnis zu der Hilfe, die er immer wieder und nun erneut gefunden hatte, eine Hilfe, die er bis zu seinem Lebensende als Voraussetzung für sich und andere erfuhr.